# Zone de secours Flandre-Occidentale 1
La zone de secours Flandre Occidentale 1, en néerlandais Hulpverleningszone West Vlaanderen 1, est l'une des 34 zones de secours de Belgique et l'une des quatre zones de la province de Flandre-Occidentale.

## Caractéristiques

### Communes protégées
La zone de secours  couvre les 16 communes suivantes : 
Blankenberge, Beernem, Bredene, Bruges, Gistel, Le Coq, Ichtegem, Jabbeke, Knokke-Heist, Middelkerke, Oostkamp, Ostende, Oudenburg, Torhout, Zedelgem et Zuienkerke.

## Casernes
Voir aussi : Liste des services d'incendie belges

### Textes législatifs
- Arrêté royal du 2 février 2009 déterminant la délimitation territoriale des zones de secours (Moniteur belge du 17 février 2009).